# SciFan
SciFan war eine Online-Datenbank für Fans von Science-Fiction- und Fantasy-Büchern.
Sie wurde im Jahr 1999 von Jim Harris und Olivier Travers begonnen. Im Jahre 2001 entschied sich Harris, seine Zeit mehr dem Schreiben zu widmen. Er gewann seine Freundin Sophie Bellais als weitere Betreuerin. Seit 2004 bildeten diese beiden Personen das Betreuer-Team der Datenbank.
Die Website lieferte detaillierte bibliographische Informationen, gab, wo möglich, Angaben über die Abfolge von Büchern in Serien und ordnete Serien zu Universen mit einem einheitlichen Hintergrund zusammen. Bücher wurden ebenfalls in Themenbereiche wie „18th Century“, „Alternate History“ und „Mathematic Fantasy“ gruppiert.
Eine nützliche Funktion war der Zugriff auf Listen von neuen und in Kürze erscheinenden Büchern.
Es gab auch eine Suchfunktion mit der Möglichkeit, nach Wörtern oder Phrasen in den Datenbankfeldern Autor, Buchtitel, Serie und Universum zu suchen.
Die Website erlaubte Benutzern den direkten Zugang zu Buchhändlern und Antiquariaten, wobei auf die Reputation der Händler geachtet wurde.
Die Webseite wurde nach 2010 eingestellt und war ab 2016 nicht mehr erreichbar.